# Prawo Swansona

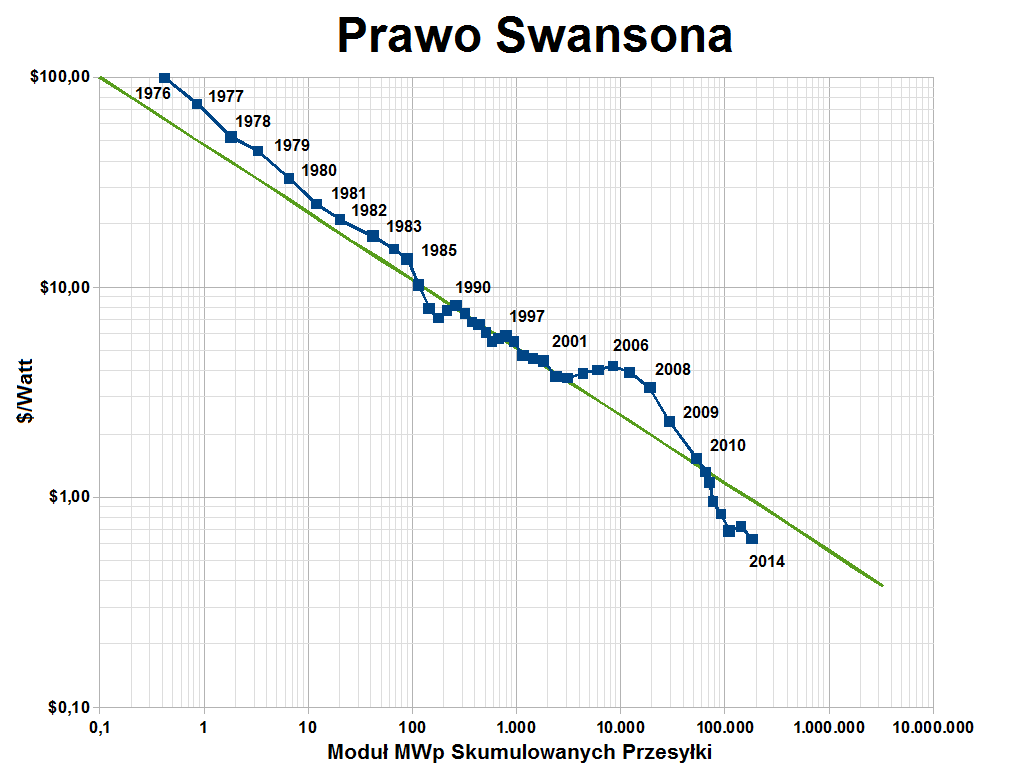
Prawo Swansona

Prawo Swansona – prawo empiryczne, wynikające z obserwacji dotyczącej trendu cenowego fotowoltaicznych ogniw słonecznych, zgodnie z którym każde podwojenie zdolności produkcyjnych przemysłu solarnego powoduje spadek ceny ogniw o 20%. Nazwa tego prawa pochodzi od nazwiska Richarda Swansona, założyciela firmy produkującej ogniwa słoneczne SunPower Corporation. Prawo Swansona jest porównywane do Prawa Moore’a. Ceny krystalicznych ogniw słonecznych spadły z 76,67 USD/wat w 1977 do przewidywanego poziomu 0,74 USD/wat dla roku 2013, potwierdzając w ten sposób opisywane prawo.